# Tim und der Haifischsee
Tim und der Haifischsee (deutscher Alternativtitel: Tim und Struppi am Haifischsee; französischer Originaltitel: Tintin et le lac aux requins) ist ein belgisch-französischer Zeichentrickfilm aus dem Jahre 1972, zu dem ein Jahr später das zugehörige gleichnamige Comicalbum der Tim-und-Struppi-Reihe erschien.

## Handlung
Der Film beginnt mit einem Einbruch in ein Museum; die Einbrecher stehlen eine kostbare Perle und ersetzen sie durch ein täuschend echt aussehendes Duplikat. Der herbeigerufene Museumsdirektor weist auf eine Serie ähnlicher Vorfälle in anderen Museen hin.
Anschließend treffen der junge Reporter und Amateurdetektiv Tim, sein kleiner Hund Struppi und beider Freund Kapitän Haddock auf dem Flughafen in Syldavien ein, wohin sie der etwas schusselige Professor Bienlein eingeladen hat. Gemeinsam mit Schulze und Schultze, die in geheimer Mission unterwegs sind, besteigen sie ein Lufttaxi. Kurz vor der Ankunft fällt einer der Motoren des Flugzeuges aus und der Pilot steigt mit einem Fallschirm aus. Tim gelingt es mit Mühe, das Flugzeug an einem Berghang notzulanden. Mit Hilfe der sich zufällig in der Gegend befindlichen Geschwister Niko und Nuschka sowie Gustav, dem Hund der beiden Kinder, schaffen es die Notgelandeten, aus der brennenden Maschine zu entkommen, bevor diese in eine Schlucht stürzt.
Mit dem kleinen Eselwagen der beiden Geschwister setzen sie ihre Reise fort und treffen Bienlein in seiner Villa am zwischen Syldavien und Bordurien gelegenen Haifischsee. Der Professor berichtet von seiner neuesten Erfindung, einer 3D-Kopiermaschine, mit der von einem Gegenstand eine exakte Kopie erzeugt werden kann. Die Schultzes sind zum Schutz des Professors angereist und berichten von der eingangs erwähnten Einbruchserie.
Am nächsten Tag entdeckt Tim in der Umgebung eine Grotte mit zahlreichen gestohlenen Kunstschätzen. Niko und Nuschka werden von Tauchern entführt, die durch eine Tonbandnachricht fordern, Tim solle in zwei Tagen am See mit der Erfindung des Professors warten. Tim verständigt heimlich die Polizei und lässt das von Professor Bienlein konstruierte Haifisch-U-Boot heranschaffen. Damit soll ihm der Kapitän zusammen mit Struppi folgen.
Wie Tim es geahnt hat, holen ihn die Verbrecher mit einem U-Boot ab und bringen ihn in den Verbrecherstützpunkt, der in einer versunkenen Stadt errichtet ist. Tim wird zum „Großen Hai“, dem Chef der Organisation, gebracht, der sich als Tims Erzfeind Rastapopoulos entpuppt. Rastapopoulos will mit Hilfe des Kopiergeräts die geraubten Kunstschätze duplizieren, um noch mehr Geld als bisher zu machen, muss aber feststellen, dass das Gerät nicht korrekt funktioniert, und wirft Tim zu den Geschwistern in ein Verlies.
Als Rastapopoulos erfährt, dass die Polizei den See mit einem Patrouillenboot absucht, lässt er den Unterwasserstützpunkt fluten und flieht selbst in einem U-Boot. Tim und die Geschwister schaffen es jedoch, sich zu befreien und unbeschadet an die Wasseroberfläche zu gelangen. Durch die nachfolgende Explosion des Unterwasserstützpunkts und die dadurch ausgelöste Flutwelle werden sie auf das Patrouillenboot der Polizei gespült. Die Polizei nimmt die meisten Verbrecher fest.
Nur Rastapopoulos wird die Polizei nicht habhaft, da dieser sich nun auf der bordurischen Seite des Sees befindet. Tim und Kapitän Haddock folgen dem U-Boot mit einem Motorboot und haben Glück: Rastapopoulos ist mit seinem U-Boot gestrandet. Tim und der Kapitän schaffen es, ihn zu überwältigen und zurück auf die syldavische Seite des Sees zu bringen, wo sie ihn der Polizei übergeben. Die Anwohner des Sees richten derweil zu Ehren von Tim und seinen Freunden ein Fest aus.

## Hintergrund
Die Belvision Studios produzierten den Kinofilm in Zusammenarbeit mit Dargaud Films und Raymond Leblanc. Die Spezialeffekte gestaltete Eddie Lateste, die Animationen stammen von Nic Broca, Marcel Colbrant, Vivian Miessen, Louis-Michel Carpentier und Claude Viseur.
Die Geschichte wurde nicht vom Tim-und-Struppi-Erfinder Hergé (= Georges Rémi) geschrieben, sondern von dessen Freund Greg (Michel Régnier). Hergé beaufsichtigte jedoch das Projekt.
Die Premiere des Films fand am 13. Dezember 1972 in Frankreich statt. Es folgten die Premieren in Schweden (11. August 1973), in der Bundesrepublik Deutschland (2. Dezember 1973), in Finnland (14. Dezember 1973), in der Türkei (April 1974), in Spanien (1. April 1974), in Portugal (18. Dezember 1980) und in Ungarn (9. Februar 1984). Die englische Fassung erschien unter dem Titel Tintin and the Lake of Sharks. Den deutschen Kinoverleih übernahm United Artists.
1973 erschien das zugehörige Comicalbum in der Reihe Tim und Struppi, bei dem Bilder aus dem Film durch Sprechblasen ergänzt, teilweise aber auch neu gezeichnet wurden. Die Handlung wurde gekürzt, ansonsten zeigt der Band nur unwesentliche Unterschiede zum Film. Deshalb ist auf dem Einband ein großer Filmstreifen zu sehen. Der Stil der Zeichnungen, insbesondere die Farbgebung und die Hintergründe, unterscheidet sich aber deutlich von dem der übrigen Abenteuer Tims.
Die UFA-ATB veröffentlichte in den 1970er Jahren eine kürzere Fassung als Dreiteiler für den Super‑8-Heimkinomarkt. Eine komplette Fassung führte die ATLAS FILM Duisburg im 16-mm-Format für Clubkinos im Verleih. Im deutschen Fernsehen war der Film wohl erstmals 1984 in der ARD zu sehen. Seit 2006 ist der Film auch auf DVD erhältlich; 2011 erschien er in limitierter Auflage auf Blu-ray im Steelbook.

## Kritik
- Das Lexikon des internationalen Films urteilte: „Ein nur bedingt kindgerechter Zeichentrickfilm nach der populären Comic-Serie, der kurzweilige Unterhaltung mit sympathischen Charakteren bietet.“[8]
- Ronald M. Hahn und Volker Jansen schrieben im Lexikon des Science Fiction-Films: „Ein flotter, unterhaltsamer Film nach Motiven der Comicserie Tim und Struppi.“

## Synchronisation
| Rolle                | Französischer Synchronsprecher | Deutscher Synchronsprecher     |
| -------------------- | ------------------------------ | ------------------------------ |
| Tim                  | Jacques Careuil                | Abelardo Decamilli             |
| Kapitän Haddock      | Claude Bertrand                | Edgar Ott                      |
| Professor Bienlein   | Henri Virlojeux                | Walter Bluhm                   |
| Niko                 | Jacques Vinitzki               | Torsten Sense                  |
| Nuschka              | Marie Vinitzki                 | Katharina Otto                 |
| Schulze und Schultze | Guy Piérauld Paul Rieger       | Peter Schiff Franz-Otto Krüger |
| Bianca Castafiore    | Micheline Dax                  | Tina Eilers                    |
| Rastapopoulos        | Serge Nadaud                   | Martin Hirthe                  |
| U-Boot-Kapitän       | unbekannt                      | Hans Schwarz                   |
| Gendarm              | Alain Nobis                    | Klaus Miedel                   |
| Zöllner              | unbekannt                      | Heinz Theo Branding            |
| Ladislav             | unbekannt                      | Eduard Wandrey                 |
| Ladislavs Frau       | unbekannt                      | Anneliese Würtz                |
| Museumswärter        | Jacques Balutin                | Hans-Werner Bussinger          |
| Hilfswärter          | unbekannt                      | Klaus Dahlem                   |
| Museumsdirektor      | Jacques Ciron                  | Bruno W. Pantel                |
| Stewardess           | unbekannt                      | Almut Eggert                   |
| Pilot                | unbekannt                      | Heinz Petruo                   |
| Bandit am Funkgerät  | Michel Thomas                  | Franz Nicklisch                |
| Frau Vlek            | Nathalie Nerval                | Beate Hasenau                  |